# Paweł Golański
Paweł Golański (Łódź, 12 oktober 1982) is een Pools voetballer.

## Clubcarrière
Golański begon zijn loopbaan in 2000 bij ŁKS Łódź. Hierna speelde hij in Polen nog bij Legia Warszawa en Korona Kielce voor hij in 2007 bij Steaua Boekarest in Roemenië ging spelen.

## Interlandcarrière
Sinds 2006 speelde de verdediger ook veertien keer voor Polen en maakte deel uit van de selectie voor Euro 2008. Hij scoorde één keer voor de nationale ploeg.